# Ike Willis

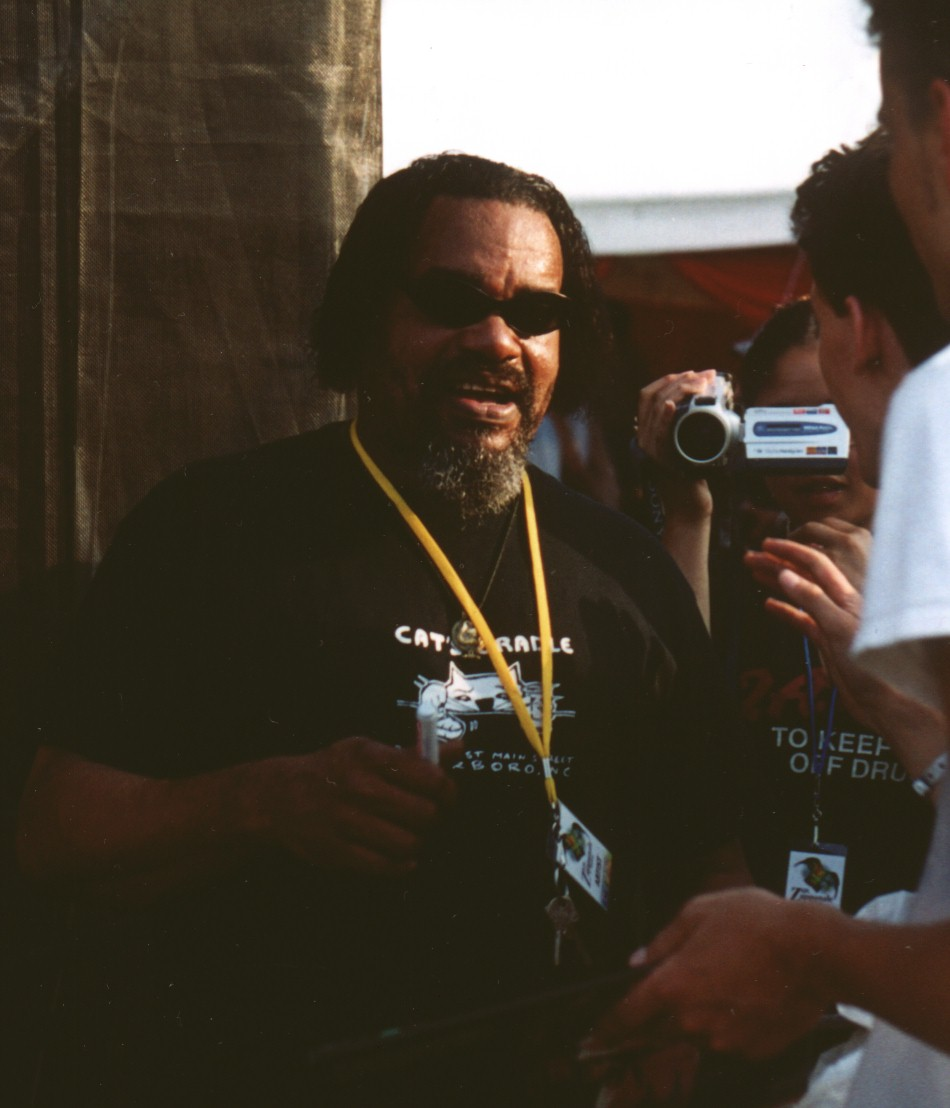
Ike Willis auf der Zappanale 2003

Ike Willis (* 14. November 1955) ist ein US-amerikanischer Sänger, Gitarrist und Produzent.

## Leben

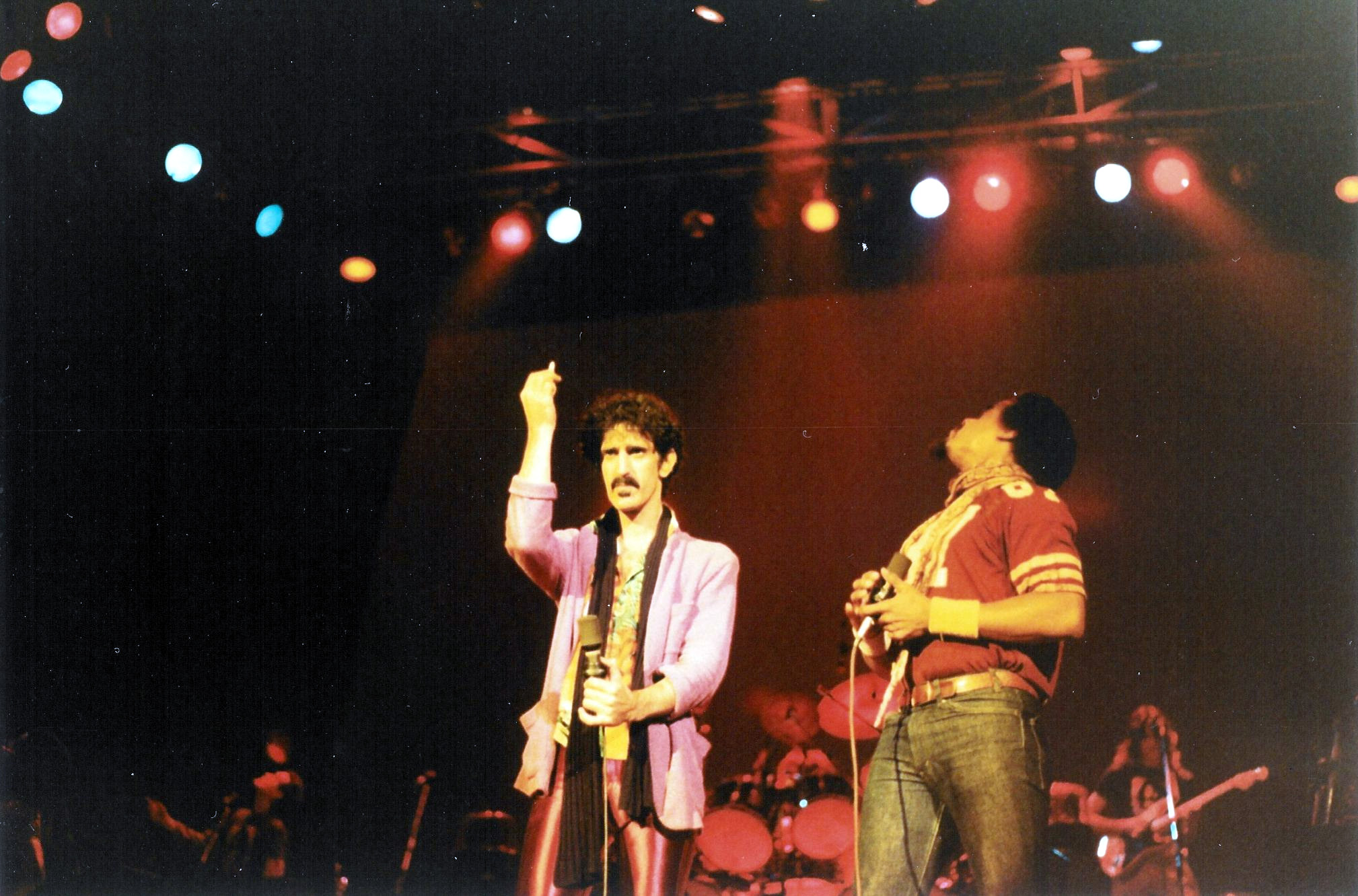
Frank Zappa und Ike Willis, Buffalo, 25. Oktober 1980

Willis studierte Politikwissenschaften an der Washington University, St. Louis. Dort traf er 1977 auf einem Konzert Frank Zappa und wurde von diesem engagiert. Neben eigenen Alben wie Selected Works und seinen Auftritten mit der Frank-Zappa-Tributband Project/Object ist er vor allem bekannt für seine Mitwirkung an mehr als 20 Zappa-Alben, wie zum Beispiel Joe’s Garage, Tinsel Town Rebellion oder You Are What You Is. Willis war Erzähler und Hauptperson in Thing-Fish, einem Musical von Frank Zappa, das nicht für den Broadway konzipiert wurde.
In der eigenen Firma Willis-Thomas Productions betätigt sich Willis als Produzent. Zudem tritt er immer noch als Musiker auf, wie beispielsweise bei der Zappanale in Bad Doberan.

## Diskografie

### Soloalben
- Shoulda Gone Before I Left – 1988, mit Arthur Barrow, Ray White und Jeff Hollie
- Dirty Pictures – 1998
- Selected Works – 2002

### Mit Frank Zappa
- Joe’s Garage Act 1 – 1979
- Joe’s Garage Acts 2 & 3 – 1979
- Tinsel Town Rebellion – 1981
- Shut Up ’n Play Yer Guitar – 1981
- You Are What You Is – 1981
- Ship Arriving Too Late to Save a Drowning Witch – 1982
- The Man from Utopia – 1983
- Them or Us – 1984
- Thing-Fish – 1984
- Frank Zappa Meets the Mothers of Prevention – 1985
- Does Humour Belong in Music? – 1986
- Guitar – 1988
- You Can’t Do That on Stage Anymore Vol. 1 – 1988
- Broadway the Hard Way – 1988
- You Can’t Do That on Stage Anymore Vol. 3 – 1989
- The Best Band You Never Heard in Your Life – 1991
- Make a Jazz Noise Here – 1991
- You Can’t Do That on Stage Anymore Vol. 4 – 1991
- You Can’t Do That on Stage Anymore Vol. 6 – 1992
- The Lost Episodes – 1996

### Mit anderen Künstlern
- Tonio K.: Amerika – 1980
- Fowler Brothers: Breakfast For Dinosaurs – 1988, mit Chester Thompson, Vinnie Colaiuta und Albert Wing
- The Muffin Men: Mülm – 1994
- The Band From Utopia: A Tribute to the Music of Frank Zappa – Live Vol.1 & 2 – 1994
- Arthur Barrow: Eyebrow Razor – 1995
- The Band From Utopia: The Band From Utopia – 1995
- The Muffin Men: Feel the Food – 1996
- Terry Robb: Jelly Behind the Sun – 1997
- The Weevils: None More – 1998
- The Muffin Men: God Shave the Queen – 1999
- Project/Object: Absolutely Live – 2000
- The Grandmothers: The Eternal Question – 2001
- The Muffin Men: Baker’s Dozen – 2003
- diverse Künstler: Zappanale 13 – 2003
- diverse Künstler: Zappanale 14 – 2003
- The Youngblood Brass Band: Unlearn